# Muizenoortjesbladgalwesp
De muizenoortjesbladgalwesp (Aulacidea pilosellae) is een vliesvleugelig insect uit de familie van de echte galwespen (Cynipidae). De wetenschappelijke naam van de soort is voor het eerst geldig gepubliceerd in 1901 door Kieffer.